# ゴールド〜ベスト・オブ・スパンダー・バレエ
ゴールド〜ベスト・オブ・スパンダー・バレエ（Gold: The Best of Spandau Ballet）は、2000年に発表されたスパンダー・バレエのベスト・アルバム。2008年8月にはDVD付で再発された。

## 収録曲
全曲ゲイリー・ケンプ作。
1. ゴールド - "Gold" - 3:55
2. トゥルー - "True" - 5:40
3. ふたりの絆 - "Only When You Leave" - 4:48
4. ライフライン - "Lifeline" - 3:28
5. コミュニケイション - "Communication" - 3:27
6. インスティンクション - "Instinction" - 3:39
7. チャント No. 1 - Chant No. 1 (I Don't Need This Pressure On) - 4:09
8. 早い話が - "To Cut a Long Story Short" - 3:22
9. ザ・フリーズ - "The Freeze" - 3:33
10. マッスルバウンド - "Musclebound" - 3:56
11. ペイント・ミー・ダウン - "Paint Me Down" - 3:47
12. ロウ - "Raw" - 3:46
13. ラウンド・アンド・ラウンド - "Round and Round" - 4:34
14. ハイリー・ストラング - "Highly Strung" - 4:11
15. ファイト・フォー・アワーセルヴズ - "Fight for Ourselves" - 4:24
16. アイル・フライ・フォー・ユー - "I'll Fly for You" - 5:14
17. ビー・フリー・ウィズ・ユア・ラヴ - "Be Free With Your Love" - 4:39
18. スルー・ザ・バリケーズ - "Through the Barricades" - 5:57